# David Parenzo
Pour les articles homonymes, voir Parenzo.
David Parenzo, dit  le tigre ,né le 14 février 1976 à Padoue, est un journaliste, animateur de radio et de télévision italien. Parenzo est depuis 2010 l'un des conducteurs  de l'émission satirique de radio La Zanzara (en français Le Moustique). Il représente ironiquement le groupe de la Majorité silencieuse (Maggioranza silenziosa, européiste et de centre-gauche), par opposition à la Minorité bruyante (Minoranza rumorosa eurosceptique et de droite) de Giuseppe Cruciani, l'autre animateur de La Zanzara.

## Biographie
Arrière-petit-fils du garibaldien et sénateur du royaume d'Italie, Cesare Parenzo, David Parenzo est le fils  de Michela Caracciolo et Gianni Parenzo avocat, comme son grand-père Emanuele et de son arrière - grand - père Cesare. Il est un descendant d'une famille juive d'imprimeurs de la ville istrienne de Poreč (Parenzo en italien) qui s'est installée en Italie au XVIe siècle. Après avoir obtenu son diplôme du Lycée classique Concetto Marchesi à Padoue, il s'est inscrit aux études de droit à l'Université de Padoue, mais a rapidement abandonné ses études pour se consacrer au journalisme.
Il a contribué à divers magazines, dont Il Mattino di Padova, Il Foglio de Giuliano Ferrara et le journal Liberazione, sous la direction de Sandro Curzi, où il a dirigé pendant une année une rubrique intitulée Hamburger & Polenta: histoires du mythique nord-est. 
Il est membre de l'Ordre des journalistes depuis mars 2005. Il a fait ses débuts à la télévision à l'âge de 22 ans, sur Odeon TV, avec l'émission Tutto quello che avreste voluto sapere sul Festival ma non avete mai osato chiedere (Tout ce que vous avez toujours voulu savoir sur le Festival sans jamais oser le demander) . Il se rend ensuite à Telenuovo où il dirige pendant deux ans la Prima Pagina, puis arrive à Telelombardia où il dirige Orario Continuato, Prima serata, Iceberg, Giudicate voi, des émissions politiques et économiques avec invités et débats en studio. 
En 2007, il arrive à LA7, où il est reste pendant six ans   dans In onda, et le programme d'actualité du matin  Omnibus, avec un rôle de chroniqueur et commentateur. 
Il est devenu le rédacteur en chef d'un nouveau journal, Il Clandestino  distribué à l'échelle nationale et publié pour la première fois le 24 novembre 2009. L'expérience est de courte durée et se termine au bout de deux mois. Le journal arrête la publication le 18 mars 2010 à cause de problèmes judiciaires de l'éditeur. 

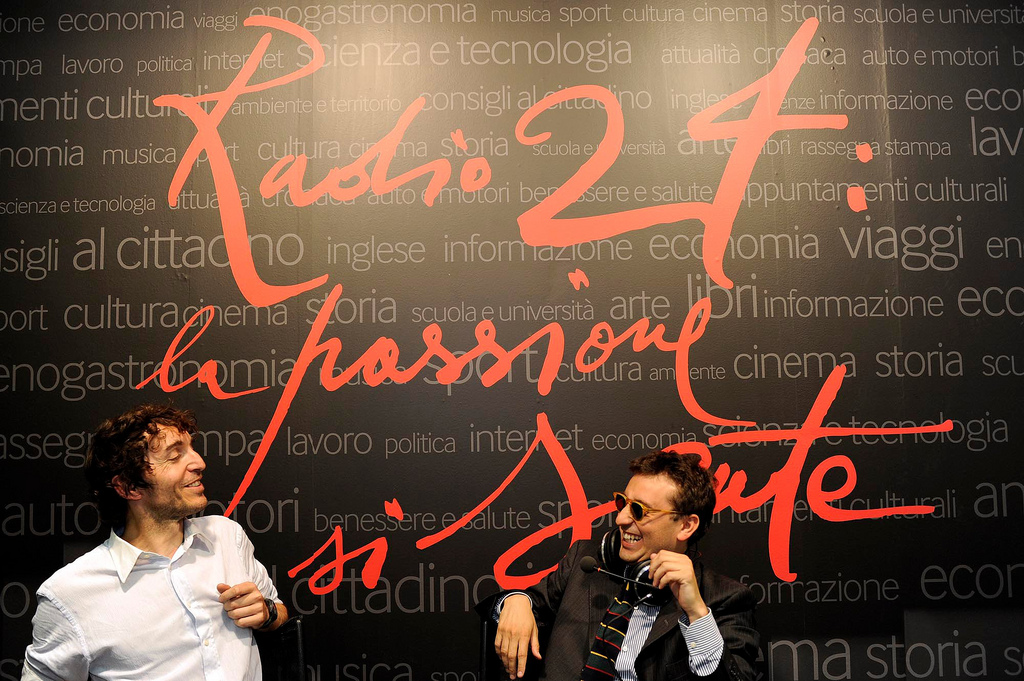
Giuseppe Cruciani et David Parenzo

Le 24 novembre 2010, la première  de l' émission-débat Titanic Italia dédié à la politique et l'économie débute sur 7 Gold. Il en est à la fois animateur et auteur. En 2010, il  commencé son expérience à la radio en collaboration avec Giuseppe Cruciani dans le programme satirique La Zanzara, diffusé du lundi au vendredi sur Radio 24.
Pour les Élections générales italiennes de 2013 il  réalise une série de reportages pour MTV intitulés Tutti a casa: la politica fatta dai ragazzi (Tout le monde à la maison: la politique faite par les jeunes). En 2013, il dirige La guerra dei mondi sur Rai 3, diffusé en quatre épisodes le vendredi aux heures de grande écoute; l’émission n'est pas reconduite en raison des faibles audiances. Le 9 octobre 2013, avec Giuseppe Cruciani, il propose sur Rete 4, un talk-show Radio Belva du même genre que  La Zanzara. L’émission est arrêtée après le flop du premier épisode à cause d’une vulgarité verbale excessive, notamment du discours grossier entre Vittorio Sgarbi et Cruciani et un audimat particulièrement bas. 
À l'occasion des élections européennes de 2014, il travaille pour le Corriere della Sera, directement du Parlement européen à Strasbourg, diffusant une série Web intitulée Grazie Europa (Merci l'Europe), composée de dix épisodes de sept minutes, dans laquelle il interview les politiciens européens et les citoyens.
À partir de 2014 il collabore au projet LIVEonTIM, dans lequel il mène des entretiens avec des personnalités culturelles. Il est membre de la rédaction, journaliste et correspondant de Matrix (Canale 5) dirigée par Luca Telese, pour les saisons 2013/2014 et 2014/2015. En mai 2015, il redevient le protagoniste d'une série Web pour il Corriere della Sera' avec  le programme Alter Ego. 
Du 3 août au 6 septembre 2015, il retourne à LA7 avec Tommaso Labate, pour le programme quotidien In onda, remplaçant Gianluigi Paragone et Francesca Barra. Il est chargé, à partir de janvier 2016, de diriger le talk-show Fuori Onda, diffusé dimanche en prime-time avec le journaliste Tommaso Labate. En août 2016, il dirige L'aria d'estate sur LA7. À partir de juillet 2017, il reprend la direction de In onda avec Luca Telese, émission reconduite en 2018 et 2019.

## Prix et récompenses

### Le Premiolino
- 2013 : Il remporte avec son collègue Giuseppe Cruciani, Il Premiolino, prix du journalisme italien, avec cette motivation: « Au couple d'animateurs de La Zanzara, la transmission pirate de Radio 24. Moqueurs, sans scrupules, irrévérencieux et politiquement incorrect, frontière entre information, satire et moquerie ont créé un nouveau langage radio et une colonne réussie »[20].

## Télévision
- Tutto quello che avreste voluto sapere sul Festival ma non avete mai osato chiedere ( Odeon TV, 1998) - animateur
- Prima pagina ( Telenuovo, 2000-2002) - présentateur
- Orario continuato ( Telelombardia, 2002) - animateur
- Prima serata (Telelombardia, 2002) - animateur
- Iceberg (Telelombardia, 2004) - animateur
- Giudicate voi (Telelombardia, 2006) - animateur
- In onda ( LA7, 2007-2012) - envoyé
- Titanic Italia ( 7 Gold, 2010) - animateur et auteur
- Tutti a casa: la politica fatta dai ragazzi ( MTV, 2013) - présentateur
- La guerra dei mondi ( Rai 3, 2013) - animateur
- Radio Belva ( Rete 4, 2013) - présentateur
- Matrix ( Canale 5, 2013-2015) - envoyé
- In onda (LA7, à partir de 2015) - animateur
- Fuori onda (LA7, à partir de 2015) - conducteur
- L'aria d'estate (LA7, à partir de 2016) - animateur (en juillet)
- Terza Repubblica (LA7, 2016) - 1 épisode, animateur
- Dave (Onlyfans,2024)

## Radio
- La Zanzara - ( Radio24, à partir de 2010 )

## Web-séries
- Grazie Europa - ( Corriere.it, 2014, présentateur)
- Alter Ego - ( Corriere.it, 2015, présentateur)

## Publications
- 2008 - David Parenzo e Romano Davide, Romanzo Padano. Da Bossi a Bossi. Storia della Lega, Sperling & Kupfer,  (ISBN 978-88-200-4640-8)
- 2009 - David Parenzo e Eugenio Benetazzo, Banca Rotta, Sperling & Kupfer,  (ISBN 978-88-200-4720-7)
- 2009 - David Parenzo, Eugenio Benetazzo e Fabio D'Ambrosio, Bancarotta, se conosci puoi scegliere, D'Ambrosio,  (ISBN 978-88-88319131)
- 2010 - David Parenzo e Eugenio Benetazzo, L'Europa s'è rotta, Sperling & Kupfer,  (ISBN 978-88-200-4840-2)
- 2013 - David Parenzo, Giuseppe Cruciani e Emiliano Errico, Cattivissimi noi, Aliberti,  (ISBN 9788866261179)
- 2019 - David Parenzo, I falsari. Come l'Unione europea è diventata il nemico perfetto per la politica italiana, Marsilio,  (ISBN 8829700193)